# Римляни
Римляни (лат. Rōmānī, класична грец. Rhōmaîoi) — народ, що з ІІ ст. до н. е. до V ст. н. е. панував великими частинами Європи, Північної Африки та Близького Сходу через завоювання, здійснені за часів Римської республіки та Римської імперії. Узагалі, римляни не сприймали «римлянина» як щось, що ґрунтується на успадкованому етносі чи спільній мові. Вони розуміли це як те, щоб бути частиною великої релігійної чи політичної спільноти, ділитися загальними звичаями, мораллю, цінностями та способами життя.
Спершу ця громада була самим містом Римом. Однак, оскільки землі під римським пануванням поступово продовжували збільшуватися, з часом громадянства надавались різним народам під римським правлінням. З плином часу, чисельність римлян швидко зростала завдяки створенню колоній по всій імперії, шляхом надання громадянства ветеранам римської армії та шляхом особистих грантів римських імператорів. Імператор Каракалла завдяки своїй Антонінській Конституції у 212 р. н. е. розширив права громадянства на усіх жителів Римської імперії.
У V ст. римська ідентичність у Західній Європі пережила падіння Західної Римської імперії як зменшений, але досі важливий політичний ресурс. Лише з війнами східного імператора Юстиніана I, спрямованими на відновлення західних провінцій до імперського контролю, «римлянин» перестає вважатись ідентичністю у Західній Європі, зникаючи у 8-9 ст. і що частіше застосовуючись мешканцями Заходу лише до громадян міста Риму. Саме ж місто все ще було важливим для західноєвропейців, і це лише через те, що Рим був резиденцією Папи Римського, а не колись був столицею великої імперії. У передусім грекомовній східній імперії, часто названій Візантійською імперією, римська ідентичність безперебійно виживала аж до її падіння в 1453 році і пізніше.
У сьогоденні, римська ідентичність виживає у значно зниженій здатності також. «Римлянин» досі використовується всього лише для позначення громадянина самого міста, а термін Romioi інколи використовується як ідентичність греками. Окрім того, ідентичності деяких романських народів все ще залишаються пов'язаними з їх римським корінням, особливо в Альпах (римляни, румуни) та на Балканах (румуни, аромани, істрорумуни).

## Значення слова «римлянин»
Зазвичай термін «римлянин» використовується для опису історичного періоду часу, культури, географічного положення та особистої ідентичності. Хоча, в принципі, ці поняття пов'язані, але вони не ідентичні. Хоча й сучасні історики мають уявлення про те, що означає «римлянин», ідея «римлянства» ніколи не була стійкою чи незмінною. Те, що означало «римлянин» і те, що було саме Римом, розглядалося зовсім по-різному - як римлянин під Римською республікою у ІІ ст. до нашої ери, так і римлянин, який проживав у Константинополі в 6 ст. нашої ери. І вже тоді деякі елементи залишалися поширеними протягом більшої частини римської історії.
Потрібно розуміти, що на відміну від інших народів, таких як греки чи галли, римляни не бачили свою спільну ідентичність як єдину, яка обов'язково повинна грунтуватись на успадкованій етнічності чи спільній мові. Зате важливими факторами у римлян були приналежності до тієї самої частини великої релігійної чи політичної спільноти і, звісно, спільні звичаї, мораль, цінності та спосіб життя.

## Римська республіка

### Політична історія
Війна - один з найважливіших аспектів давньоримського життя. Римляни майже щороку ходили на військові походи, ритуали позначали початок та кінець агітаційних сезонів і вибори головних магістратів відбувалися на Кампусі Марція ("Марсове поле", Марс - Римський Бог війни). Військову службу проходили усі римські громадяни, більшість з них служили протягом декількох років у молодості. Усі солдати могли заробляти відзнаки та нагороди за доблесть у бою, а ось найвища військова нагорода всіх, торжество, була для командирів та генералів. Римські війни були не досить успішними протягом перших століть історії міста, так як більшість походів були просто невеликими стосунками з іншими латинськими містами-державами, що знаходяться в безпосередній близькості, але з середини IV століття до н. е. Після завоювання Італії римляни вели війну проти великих держав свого часу, наприклад Карфагену.
Не дивлячись на те, що римська технологічна майстерність та їх здатність приймати стратегії та технології у своїх ворогів зробили їх армію одними з найбільш грізних у стародавньому світі, римська військова машина була також потужна завдяки величезному колу робочої сили, доступної для римських легіонів. Ця робоча сила випливала з того, як римляни організували свою завойовану землю в Італії. До кінця III століття до н. е. приблизно третина людей в Італії на південь від річки По стали римськими громадянами, тобто, тепер вони несуть військову службу, а решта просто  союзниками, яких часто закликали приєднатися до римських воєн. В результаті, ці союзники стали римськими громадянами. У 49 році до н.е. права громадянства також були поширені на людей Цизальпійської Галлії Юлієм Цезарем.
Хоч і Рим протягом усієї своєї історії був завжди щедрим на надання громадянства, ніж інші міста, надання прав народам завойованих територій, іммігрантам та їх звільненим рабам, більшість людей в Італії стала лише з соціальної війни визнана римлянами, причому к-сть римлян швидко збільшувалася протягом століть.

### Римське громадянство
Римське громадянство автоматично надавалось дітям, чиї батьки складалися або з двох римських громадян, або з одного громадянина та одного «іноземця», який володів правом на римський шлюб. Громадянство, дозволене для участі в римських справах, таких як право голосу. До моменту ІІІ ст. до н.е. римляни всіх соціальних класів мали номінально рівні виборчі права, хоча цінність голосу була пов'язана з особистим багатством. Окрім права голосу, громадянство також робило громадян, які мають право на військову службу та державну посаду, обидва ці права також пов'язані з багатством та майновою кваліфікацією.
Латинське право, яке спочатку охоплювало Лацій, гарантувало, що більшість людей в Італії користувалися благами римського громадянства, але не мали права голосу. Оскільки вони були прив’язані до Риму і часто закликалися до військової служби, але не мали прав римських громадян, італійські союзники Риму повстали у Соціальній війні, після чого Латинське право було скасоване на користь повної інтеграції народу в Італії як римляни.
Зазвичай негромадянин може набути римського громадянства через п'ять різних механізмів:
• Негромадяни, які служили в римській армії, зазвичай отримували громадянство.
• Чоловіки без громадянства могли отримати, займаючи посаду в містах та інших населених пунктах, що мають латинське право.
• Конкретні особи можуть отримати громадянство безпосередньо.
• Цілі громади могли отримати "блок-дотації", коли всі їх мешканці стануть громадянами.
• Раби, звільнені римськими громадянами, ставали самими римськими громадянами.

## Римська імперія

### Розширення громадянства
Населення в ранній Римській імперії складалося з декількох груп різного правового становища, серед яких були самі римські громадяни (cives romani), провінції (provinciales), іноземці (peregrini) та вільні негромадяни, такі як звільнені (звільнені раби) та раби. Римські громадяни були під дією римської правової системи, тоді як провінції підпорядковувались тим, які закони та правові системи існували на їх території в той час, коли вона була приєднана римлянами. З часом римське громадянство поступово поширювалося все більше і більше, і відбулося регулярне "посідання" людей з менш привілейованих правових груп до більш привілейованих груп, збільшуючи загальний відсоток суб'єктів, визнаних римськими громадянами (наприклад, римлянами).
Здатність Римської імперії таким чином інтегрувати народи була одним із ключових елементів, що забезпечували її успіх. В античності стати римляном було значно простіше, аніж стати членом або громадянином будь-якої іншої сучасної держави. Цей аспект Римської держави вважався важливим навіть для деяких імператорів. Наприклад, імператор Клавдій вказав на це, коли його допитував сенат щодо допущення галлів до складу сенату.
З Принципату "варвари" (народи поза межами Риму) оселилися та інтегрувались у римський світ. Такі переселенці отримали б певні законні права, просто перебуваючи на території Риму, ставши провінціями та, таким чином, мати право виконувати функції допоміжних солдатів. Через цей відносно швидкий процес тисячі колишніх варварів могли швидко стати римлянами. Ця традиція прямої інтеграції в кінцевому підсумку завершилася Антонінською Конституцією, виданою імператором Каракаллою в 212 р., у якій "всі люди римського світу" (наприклад, провінції, перегріни і звільнені) офіційно отримували римське громадянство. На даний момент римське громадянство в імперії було не таким значним, як у республіці, головним чином через перехід від республіканського до імператорського уряду, що втрачає потребу у виборчих правах і тому, що служба в римських військових вже не була обов'язковою. Грант Каракалли сприяв значному збільшенню к-сті людей з ім’ям, що вказує на родинне об'єднання Аврелія (Каракалла було прізвиськом імператора, фактичне ім'я якого було Марк Аврелій Северус Антонін).
До моменту едикта Каракала, у всіх провінціях вже було багато людей, які вважалися (і вважали себе) римлянами. Протягом століть римської експансії велика кількість ветеранів і опортуністів оселилась у провінціях. У колоніях, заснованих Юлієм Цезарем та Августом, було від 500 000 до мільйона людей з Італії, що поселилися в римських провінціях. Приблизно до смерті Августа 4-7% вільних людей у провінціях імперії були римськими громадянами. Окрім колоністів, багато провінцій також ставали громадянами за допомогою грантів імператорів (які іноді надавали громадянство окремим особам, сім'ям чи містам), займаючи посади у певних містах або служивши в армії.

### Римляни у пізній античності
До пізньої античності багато жителів Римської імперії стали циганами. До цього часу місто Рим втратило свій винятковий статус в імперії. Історик Амміан Марцеллін, який, безумовно, один із циган, що походить із сучасної Греції, відноситься до Риму майже як до іноземного міста, сповненого пороків і корупції. Мало хто з циган, мабуть, втілив усі аспекти того, що цей термін раніше означав, багато з них походили б із віддалених чи менш престижних провінцій та практикували релігії та культи, нечувані в самому Римі. Багато з них також розмовляли б "варварськими" мовами або грецькою замість латинської.
Найважливіший погляд самих римлян полягав у тому, що римський народ представляв "народ за конституцією" на відміну від варварських народів, таких як франки чи готи, які характеризувалися як генте ("люди за походженням"; етнічні). Для людей імперії "римлянин" був лише одним шаром ідентифікації, крім місцевих ідентичностей (подібний до місцевої та національної ідентичності сьогодні, людина з Каліфорнії може ідентифікувати як "каліфорнійську" в контексті США та "американець" у контексті світу). Якби людина походила з одного з найбільших імперських регіонів, таких як Галлія чи Британія, могла б сприйматись як римлянин, але все ще відрізняється від римлян інших великих регіонів. З праць пізніших істориків, таких як гало-римський Григорій Турський, видно, що такі нижчі рівні ідентичності, як громадянин певного регіону, провінції чи міста, мали важливе значення в межах імперії. Це значення в поєднанні з чітко зрозумілими відмінностями між місцевим населенням (римський історик Амміан Марцеллін коментує, наприклад, різницю між "галлами" та "італійцями") свідчить про відсутність принципових відмінностей між місцевими римськими ідентичностями та гентес-тотожністю, застосованою до варварів, хоча самі римляни не розглядали б їх як рівнозначні поняття. У пізній римській армії існували полки, названі за римськими підпілками (наприклад, "кельти" та "батавці"), а також полки, названі на честь генів, таких як франки чи сакси.
Релігія була важливим аспектом Романіта ще з язичницьких часів, та коли християнство поступово стало домінуючою релігією в імперії, язичницькі аристократи усвідомлювали, що влада з часом вислизає з їхніх рук. Деякі з них почали підкреслювати, що вони були єдиними «справжніми римлянами», оскільки вони зберегли традиційну римську літературну культуру та релігію. Ця думка користувалася певною підтримкою поетів та ораторів, таких як оратор Квінт Аврелій Сіммахус, який бачив цих язичницьких аристократів як збереження давньоримського способу життя, який, зрештою, дозволить Риму перемогти над усіма своїми ворогами, як це було раніше. Цей рух зустрічався з сильною протидією з боку лідерів церкви в Римі, з деякими церковними лідерами, такими як Амвросій, який розпочав формальні та злісні напади на язичництво та тих членів еліти, які його захищали. Послідовники язичництва розглядали Рим як найбільше місто імперії через його славне язичницьке минуле, і хоч християни сприймали Рим як велике місто, воно було великим через його славне християнське сьогодення, а не його язичницьке минуле. Це дало Романіту новий християнський елемент, який набув би важливості в наступні століття. Хоча місто було б важливим як джерело самосприйняття імперської еліти, воно не було настільки важливим політично в період пізньої імперії, як раніше.

## Як сучасна ідентичність

### Греки
Протягом століть після падіння Константинополя панівна самоідентифікація греків залишалася "римською". Грецький учений і революціонер XVIII століття Рігас Фереос закликав "булгар і арванітів, вірмен і римлян" підняти зброю проти османів. Генерал ХІХ століття Іоанніс Макриянніс, який служив у грецькій війні за незалежність, згадував у своїх спогадах, що друг запитав його: «Що ти скажеш, чи Римська держава ще далеко? Чи спати ми з турками і прокидатися з римляни?».
Для греків римська ідентичність лише втратила позицію до часів грецької війни за незалежність у 19 ст., коли на її заміну нарікало багато факторів, що замінили назву "Еллен". Серед цих факторів було те, що такі назви, як "Еллен", "Еллада" чи "Греція", вже використовувались для країни та її населення іншими країнами Європи, відсутність старого візантійського уряду для посилення римської ідентичності та термін Romioi асоціюється з тими греками, які ще перебували під владою Осману, а не з тими, хто активно бореться за незалежність. В очах руху за незалежність еллін була хоробрим і непокірним борцем за свободу, а ромей - невільний раб під османами. Хоча деякі частини візантійської ідентичності збереглися (зокрема, бажання взяти сам Константинополь), назва «еллін» сприяло закріпленню більш давньої (дохристиянської) грецької історії та недбалості до інших періодів історії країни (наприклад, візантійського періоду).